# قرطيون أسترالي
قرطيون أسترالي (الاسم العلمي: Cerithium novaehollandiae) هو نوع من الرخويات يتبع جنس القرطيون من الفصيلة القرطيونية.